# Grand Street (Canarsie Line)
Grand Street is een station van de Metro van New York aan de Canarsie Line in het stadsdeel Brooklyn.
Het wordt bediend door lijn L.